# Грімія висока
Грімія висока (Grimmia elatior) — вид мохів порядку гріміальних (Grimmiales).

## Поширення
Батьківщиною є Європа, Північна Америка, Азія.
Населяє відкритий, сухий кислий камінь і іноді основний вапняк; на висотах 500–4500 м.

## Характеристика
Рослини в міцних, від темно-зелених до чорнувато-зелених, пухких, сивих, що швидко розпадаються пучках. Стебла 1–5 см. Листки нещільно притиснуті до злегка закручених у сухому стані, прямовисні у вологому стані, від ланцетних до яйцювато-ланцетних, звужені до гострої верхівки, 2–3.0 × 0.5–0.7 мм, кілеві, край широко загнутий з одного боку, остюки короткі чи довгі та слабозубчасті. Вид дводомний. Коробочкові ніжки дугасті, 2–3 мм. Коробочка зрідка присутня, коричнева, смугаста.